# Hanns Voith
Hanns Voith (* 26. April 1885 in Heidenheim an der Brenz; † 7. Januar 1971 ebenda) war ein deutscher Maschinenbau-Ingenieur und Unternehmer. Er war Geschäftsführer des familieneigenen Maschinenbauunternehmens J. M. Voith GmbH.

## Werdegang
Hanns Voith wurde als jüngster Sohn des Maschinenfabrikanten Friedrich Voith geboren. Er besuchte die Lateinschule in Heidenheim und das Realgymnasium in Stuttgart. Danach absolvierte er das für das Maschinenbaustudium erforderliche praktische Jahr im väterlichen Unternehmen und war danach Praktikant beim Maschinenbau-Unternehmen Defries in Düsseldorf. Er studierte Ingenieurwesen an der Technischen Hochschule Dresden und an der Technischen Hochschule Karlsruhe, ohne einen regulären Studienabschluss zu erwerben. 1913 trat er nach dem Tod des Vaters als offener (zuvor stiller) dritter Teilhaber in das Familienunternehmen ein. Während sein Bruder Hermann für die kaufmännischen Belange zuständig war, wurde Hanns für fast 30 Jahre technischer Leiter des Heidenheimer Stammhauses.
Nach dem Tod Hermanns 1942 übernahm er die Gesamtleitung des Unternehmens. Zusammen mit Hugo Rupf, dem Vorsitzenden der Geschäftsführung, brachte er das Unternehmen nach dem Zweiten Weltkrieg zu neuer Blüte. Die Entwicklung und Konstruktion von Papiermaschinen erreichte einen neuen Höhepunkt.
Dank seiner guten geschäftlichen und persönlichen Kontakte ins Ausland, die er bei ausgedehnten Reisen knüpfen konnte, führte er das Unternehmen zu einem international operierenden Konzern. Es kam zu Beteiligungen und Übernahmen. Ein Meilenstein während seines Wirkens war 1964 die Gründung der Voith S. A. im brasilianischen São Paulo.
Über seinen unternehmerischen Wirkungskreis hinaus nahm Voith in mehreren Artikeln Stellung zu sozialen Fragen. Zudem war er Vorstandsmitglied im Stifterverband für die Deutsche Wissenschaft. Anlässlich seines 40-jährigen Arbeitsjubiläums wurde 1953 die Hanns-Voith-Stiftung in der Rechtsform einer gemeinnützigen Stiftung gegründet. Sie unterstützt Projekte in den Bereichen Kultur, Bildung, Wissenschaft und Völkerverständigung finanziell und vergibt Stipendien.

## Ehrungen
- 1929: Ehrendoktorwürde der Technischen Hochschule Stuttgart
- 1952: Großes Verdienstkreuz der Bundesrepublik Deutschland
- 1953: Ehrendoktorwürde der Technischen Hochschule Darmstadt
- 1953: Ehrenbürgerwürde der Technischen Hochschule Stuttgart
- 1955: Ehrenbürgerwürde der Stadt Heidenheim an der Brenz